# Gavin Bayreuther
Gavin Bayreuther (né le 12 mai 1994 à Concord, au New Hampshire aux États-Unis) est un joueur professionnel américain de hockey sur glace. Il évolue à la position de défenseur. 

## Biographie

### En club
À la fin de sa 4e année avec les Saints de St. Lawrence dans la ECAC, il signe un contrat d'entrée de deux ans en tant que joueur autonome non repêché avec les Stars de Dallas, le 15 mars 2017. Il termine la saison 2016-2017 avec les Stars du Texas dans la LAH. 
Le 15 novembre 2018, il est rappelé pour la première fois par les Stars à la suite d'une blessure à Marc Methot. Quelques jours plus tard, le 23 novembre, il marque son premier but en carrière dans la LNH face aux Sénateurs d'Ottawa.
Le 10 octobre 2020, il signe une entente d'un an à deux volets comme agent libre avec les Blue Jackets de Columbus. 
Le 21 juillet 2021, il est repêché en provenance des Blue Jackets par le Kraken de Seattle lors du Repêchage d'expansion de la LNH 2021. Sept jours plus tard, le 28 juillet, il devient joueur autonome et retourne avec Columbus avec qui il s'entend pour 2 ans. 

### Vie privée
Il est le cousin de Ben Lovejoy. 

## Statistiques

### En club
| Saison     | Équipe                      | Ligue      |     | Saison régulière | Saison régulière | Saison régulière | Saison régulière | Saison régulière |   | Séries éliminatoires | Séries éliminatoires | Séries éliminatoires | Séries éliminatoires | Séries éliminatoires |
| Saison     | Équipe                      | Ligue      | PJ  | B                | A                | Pts              | Pun              | PJ               | B | A                    | Pts                  | Pun                  |                      |                      |
| 2009-2010  | Holderness School           | HS-Prep    | 26  | 3                | 4                | 7                | 0                | -                | - | -                    | -                    | -                    |                      |                      |
| 2010-2011  | Holderness School           | HS-Prep    | 28  | 7                | 6                | 13               | 12               | -                | - | -                    | -                    | -                    |                      |                      |
| 2011-2012  | Holderness School           | HS-Prep    | 29  | 14               | 20               | 34               | 36               | -                | - | -                    | -                    | -                    |                      |                      |
| 2012-2013  | RoughRiders de Cedar Rapids | USHL       | 19  | 4                | 8                | 12               | 15               | -                | - | -                    | -                    | -                    |                      |                      |
| 2012-2013  | Force de Fargo              | USHL       | 41  | 5                | 16               | 21               | 28               | 13               | 2 | 1                    | 3                    | 14                   |                      |                      |
| 2013-2014  | Saints de St. Lawrence      | ECAC       | 38  | 9                | 27               | 36               | 20               | -                | - | -                    | -                    | -                    |                      |                      |
| 2014-2015  | Saints de St. Lawrence      | ECAC       | 37  | 6                | 11               | 17               | 22               | -                | - | -                    | -                    | -                    |                      |                      |
| 2015-2016  | Saints de St. Lawrence      | ECAC       | 37  | 12               | 17               | 29               | 26               | -                | - | -                    | -                    | -                    |                      |                      |
| 2016-2017  | Saints de St. Lawrence      | ECAC       | 30  | 8                | 21               | 29               | 24               | -                | - | -                    | -                    | -                    |                      |                      |
| 2016-2017  | Stars du Texas              | LAH        | 15  | 2                | 3                | 5                | 6                | -                | - | -                    | -                    | -                    |                      |                      |
| 2017-2018  | Stars du Texas              | LAH        | 71  | 7                | 25               | 32               | 28               | 22               | 3 | 5                    | 8                    | 6                    |                      |                      |
| 2018-2019  | Stars du Texas              | LAH        | 53  | 7                | 18               | 25               | 18               | -                | - | -                    | -                    | -                    |                      |                      |
| 2018-2019  | Stars de Dallas             | LNH        | 19  | 2                | 3                | 5                | 10               | -                | - | -                    | -                    | -                    |                      |                      |
| 2019-2020  | Stars du Texas              | LAH        | 59  | 6                | 23               | 29               | 28               | -                | - | -                    | -                    | -                    |                      |                      |
| 2020-2021  | Monsters de Cleveland       | LAH        | 14  | 3                | 9                | 12               | 18               | -                | - | -                    | -                    | -                    |                      |                      |
| 2020-2021  | Blue Jackets de Columbus    | LNH        | 9   | 1                | 0                | 1                | 7                | -                | - | -                    | -                    | -                    |                      |                      |
| 2021-2022  | Monsters de Cleveland       | LAH        | 5   | 0                | 3                | 3                | 20               | -                | - | -                    | -                    | -                    |                      |                      |
| 2021-2022  | Blue Jackets de Columbus    | LNH        | 43  | 0                | 8                | 8                | 22               | -                | - | -                    | -                    | -                    |                      |                      |
| 2022-2023  | Monsters de Cleveland       | LAH        | 4   | 0                | 4                | 4                | 2                | -                | - | -                    | -                    | -                    |                      |                      |
| 2022-2023  | Blue Jackets de Columbus    | LNH        | 51  | 2                | 12               | 14               | 23               | -                | - | -                    | -                    | -                    |                      |                      |
| Totaux LNH | Totaux LNH                  | Totaux LNH | 122 | 5                | 23               | 28               | 62               | -                | - | -                    | -                    | -                    |                      |                      |

## Trophées et honneurs personnels

### USHL
- 2012-2013 : nommé dans l'équipe des recrues.

### ECAC
- 2013-2014 : recrue de l'année
  - nommé dans l'équipe des recrues.
  - nommé dans la deuxième équipe d'étoiles.
- 2015-2016 : nommé dans l'équipe du tournoi.
  - nommé dans la première équipe d'étoiles.
- 2016-2017 : nommé dans la première équipe d'étoiles.

### NCAA
- 2015-2016 : nommé dans la deuxième équipe américaine.
- 2016-2017 : nommé dans la deuxième équipe américaine.